# Каваками Гэнсай
Каваками Гэнсай (яп. 河上 彦斎, 25 декабря 1834 — 13 января 1872) — японский самурай, входивший в четвёрку наиболее известных политических наёмных убийц (хитокири) времён позднего сёгуната Токугава (бакумацу).
Годы жизни Гэнсая пришлись на окончание эпохи Токугава, в течение которой Япония более двух веков находилась в изоляции от остального мира. В период бакумацу курс сёгунского правительства Японии был направлен на отказ от изоляции, поскольку США в 1854 году под угрозой обстрела столицы вынудили Японию подписать неравноправный торговый договор, открывавший иностранцам доступ в страну. В результате этого влияние сёгунского правительства резко упало, появилось большое количество противников открытия страны, считавших, что для возвращения к изоляции и изгнания иностранцев необходимо свергнуть сёгуна и передать власть императору (см. Сонно Дзёи).
В политической и военной борьбе сторонников сёгуна с империалистами (Исин Сиси) Каваками Гэнсай поддерживал последних, поскольку придерживался строго изоляционистских взглядов. Однако после того, как империалисты одержали победу, и произошло восстановление императорской династии на престоле (реставрация Мэйдзи), курс нового правительства резко изменился. Империалисты перестали поддерживать политику изоляции и начали прилагать усилия к установлению контактов с иностранными государствами. Гэнсай, взгляды которого после реставрации Мэйдзи разошлись с правительственными, был арестован и казнён.

## Биография
Каваками Гэнсай родился в 1834 году в городе Кумамото, центре одноимённого княжества (хана), расположенного в провинции Хиго (в настоящее время город Кумамото — административный центр префектуры Кумамото). Гэнсай был вторым сыном Комори Сада́сукэ, одного из вассалов даймё княжества. Стать наследником рода Комори он не мог — на эту роль был выбран его старший брат — и в возрасте 10 лет Гэнсая отдали на усыновление в семью Каваками Гэмбэя. Усыновление было распространённой практикой в Японии до начала периода Мэйдзи: семьи, в которых не было мальчиков, усыновляли детей, чтобы сохранить свою фамилию. Гэнсай посещал школу хана Кумамото, где проходил обычный для того времени курс наук и обучался владеть мечом, в чём, однако, не достиг больших успехов. В возрасте 15 лет он обрил голову и поступил на службу к даймё, исполняя разнообразные вспомогательные обязанности: от уборки до сопровождения даймё в его поездках.

### Формирование политических взглядов
Пребывая на службе у даймё, Гэнсай познакомился с империалистами Тодороки Бухэем и Миябэ Тэйдзо, которые оказали сильное влияние на формирование его политических взглядов и предпочтений. В 1854 году, во время прибытия в Японию «чёрных кораблей» американского коммодора Мэтью Перри, Гэнсай находился в Эдо, столице страны. Он был глубоко недоволен действиями сёгунского правительства, подписавшего с американцами невыгодный торговый договор, и по возвращении в Кумамото присоединился к школе, распространявшей идеи империализма. Затем он снова отбыл в Эдо. В 1860 году, когда недовольными ронинами был убит Ии Нао́сукэ — чиновник, подписавший договор с американцами — Гэнсай предоставил укрытие и отдых четырём из ронинов, бежавших от преследования. В тот день он сообщил им о своём глубоком уважении к сторонникам движения Сонно Дзёи.
В 1861 году Гэнсай женился на Мисаве Тэй, второй дочери семейства Мисава, происходившего, как и он сам, из хана Кумамото. Тэй практиковала боевые искусства — в частности, владела нагинатой (японской алебардой). После казни мужа она самостоятельно воспитывала сына, получившего имя Гэнтаро.

### Деятельность в последние годы сёгуната Токугава
В 1864 году наставник Гэнсая Миябэ Тэйдзо погиб в ходе налёта Синсэнгуми, сёгунского военно-полицейского отряда, на гостиницу Икэда-я в Киото. Вскоре после этого Гэнсай совершил своё самое известное и единственное подтверждённое убийство: днём в одиночку с одного удара убил Сакуму Сёдзана, государственного чиновника и мыслителя, поддерживавшего открытие страны для иностранцев и сотрудничество сил сёгуната и империалистов. Гэнсаю приписывают и другие политические убийства, но явных, бесспорных доказательств его причастности к ним не имеется.
Летом 1864 года во время восстания Киммон в Киото Гэнсай присоединился к военным силам княжества Тёсю, но вынужден был отступить вместе с ними, когда попытка империалистов захватить власть потерпела поражение. Гэнсай вступил в ополчение Тёсю, Кихэйтай, и сражался под командованием Такасуги Синсаку против карательных отрядов, посланных сёгунским правительством с целью усмирить бунт в Тёсю. Однако в ходе битвы при Кокуре произошло столкновение войск Тёсю с отрядами из Хиго, члены которых убедили Гэнсая вернуться в родную провинцию. По возвращении он был заключён в тюрьму — за то, что покинул свой хан.

### Начало эпохи Мэйдзи и казнь Гэнсая
В 1867 году, с приходом к власти империалистов и началом эры Мэйдзи, Гэнсай был освобождён из тюрьмы. Он сменил имя на Кода Гэмбэй (高田 源兵衛) и через два года был назначен командиром оборонного гарнизона в Цурусаки, небольшой области, принадлежавшей провинции Хиго, но располагавшейся вне её основных владений.
Приблизительно в это же время был расформирован Кихэйтай. Среди его членов нашлись недовольные таким поворотом событий. Желая выступить против нового правительства, они просили Гэнсая присоединиться к ним, однако тот отказался. Тем не менее, он предоставлял убежище трём бывшим воинам Кихэйтая. Недовольные совершили два вооружённых выступления против новой власти, которые были подавлены. Вскоре после этого властям Хиго стало известно, что Гэнсай укрывает людей из числа бунтовщиков, и они известили об этом столицу. Гэнсай был арестован, отправлен в Токио и в январе 1872 года казнён по официальному обвинению в антиправительственном заговоре.

### Прочее
По свидетельствам, Гэнсай был невысоким человеком (не выше 150 см) хрупкого телосложения, на расстоянии его можно было принять за женщину. Его стиль фехтования, Сирануи-рю (不知火流), разработанный им самим, основывался на скорости и характеризовался глубокими выпадами на правую ногу, при которых левое колено практически касалось земли.

## Каваками Гэнсай в массовой культуре
- Гэнсай послужил основным прототипом главного героя аниме и манги «Rurouni Kenshin» Химуры Кэнсина.
- В аниме и манге «Gintama» присутствует второстепенный персонаж по имени Каваками Бансай, чья вымышленная биография до некоторой степени напоминает биографию Гэнсая.